# Водовоји
Водовоји је насељено место у Босни и Херцеговини у општини Крешево. Административно припада Федерацији Босне и Херцеговине, односно њеном Средњобосанском кантону. Према попису становништва из 2013. у насељу је било 53 становника, а већинску популацију чинили су Хрвати.

## Становништво
По последњем службеном попису становништва из 2013. године у овом насељу живело је 53 становника, а село је било етнички хомогено са већинском хрватском  популацијом.
| Националност | 2013. | 1991.       | 1981.       | 1971.       |
| Хрвати       | —     | 64 (98,46%) | 50 (98,04%) | 65 (100,0%) |
| остали       | —     | 1 (1,54%)   | 1 (1,96%)   | 0           |
| Укупно       | 53    | 65          | 51          | 65          |